# Risinge distrikt
Risinge distrikt er et svensk folkeregisterdistrikt i Finspångs kommun og Östergötlands län.
Distriktet ligger i og omkring købstaden Finspång, og det blev opretter den 1. januar 2016.

## Tidligere administrativ inddeling
Frem til 1862 hed området Risinge Sogn (Risinge socken). Dette år blev de verdslige anliggender overtaget af Risinge landskommun, der i 1942 blev til Finspång Handelsplads (Finspångs köping). I 1971 blev handelspladsen indlemmet i Finspångs kommun.
I 1862 blev de kirkelige anliggender overtaget af Risinge Menighed (Risinge församling). I 2013 blev Risinge Menighed slået sammen ved menighederne i Hällestad, Regna, og Skedevi. Den nye menighed hedder Finspång Menighed (Finspångs församling), og den udgør et pastorat.
58°42′07″N 15°50′51″Ø / 58.70194°N 15.8475°Ø